# Asociación Deportiva Somos Aduanas
La Asociación Deportiva Somos Aduanas, conocido como Somos Aduanas, es un club de fútbol del Perú, del distrito de Bellavista en la Provincia Constitucional del Callao. Fue fundado en 1996 y actualmente participa en la Copa Perú.

## Historia

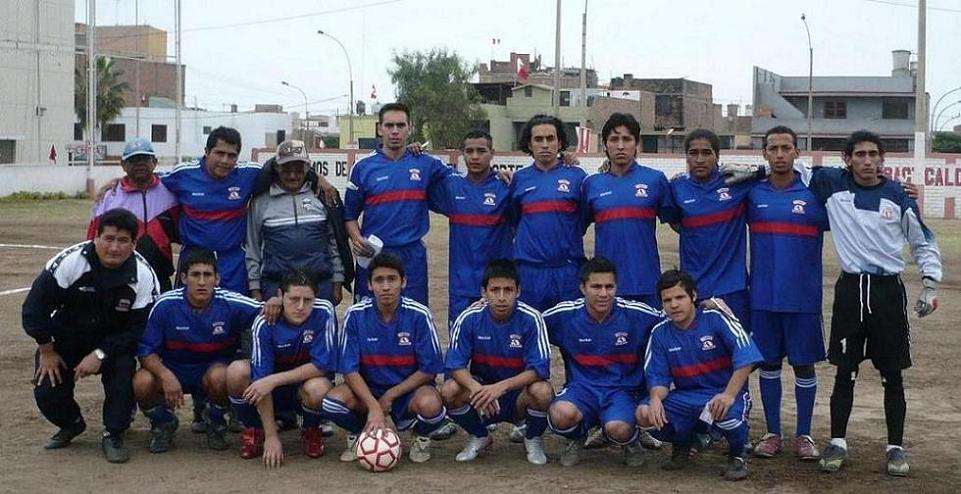
Somos Aduanas en la Liga Distrital de Bellavista - La Perla.

Asociación Deportiva Somos Aduanas fue fundado el 18 de abril de 1996 en el distrito de La Perla de la Provincia Constitucional del Callao. En 1998 y 1999 fue el campeón Provincial del Callao.
En la Copa Perú 2000 logró el subcampeonato de la IV Región pero fue eliminado. En el 2001 fue nuevamente el campeón Provincial del Callao ganando la IV Región, pero fue eliminado por la Universidad Nacional de Ucayali en cuartos de final. En el 2002 el título ganado de Campeón Provincial del Callao le valió para ascender a la Segunda División del Perú donde siempre luchó por no descender hasta que en el 2005 perdió la categoría al finalizar en último lugar, regresando a su liga de origen.
Este año 2010 logró el subcampeonato de la Liga Bellavista - La Perla, clasificando junto con el campeón América Latina para participar en el Interligas del Callao 2010 donde fueron eliminados.

## Uniforme
- Uniforme titular: Camiseta azul con una franja roja horizontal, pantalón azul, medias azules.
- Uniforme alternativo: Camiseta blanca con una franja roja horizontal, pantalón blanco, medias blancas.

#### Uniforme Titular 1996-2017
| Titular 1 | Titular 2 | Titular 3 | Titular 4 | Titular 5 | Titular 6 | Titular 7 | Titular 8 | Titular 9 |  |

## Datos del club
- Temporadas en Segunda División: 4 (2002 - 2005).
- Mayor goleada conseguida:
  - En campeonatos nacionales de local: Somos Aduanas 4:0 Bella Esperanza (22 de junio de 2002)
  - En campeonatos nacionales de visita: Deportivo Aviación 1:3 Somos Aduanas (2 de agosto de 2003)
- Mayor goleada recibida:
  - En campeonatos nacionales de local: Somos Aduanas 0:6 Deportivo Municipal (22 de octubre de 2005).
  - En campeonatos nacionales de visita: Deportivo Municipal 6:0 Somos Aduanas (23 de julio de 2005)

## Entrenadores
- José Manuel Uchida (1998)
- Atilio Escate (1999)
- José Manuel Uchida (2000-2002)
- Moisés Chumpitaz (2002)
- Rafael Abelardo Castañeda Castañeda (2002-2003)
- Grimaldo Guevara (2003)
- Carlos Pachas (2003-2004)
- Álvaro Bonelli (2004)
- Rodolfo Gonzales (2004-2005)
- Oscar Díaz (2005)
- Julio León (2006)
- César “Falcao” Vidal Cansino / Luis Rivas Paz (2010)

## Palmarés

### Torneos regionales
- Liga Departamental de Fútbol del Callao (3): 1998, 1999 y 2001.
- Liga Distrital de Bellavista - La Perla: 1996, 1997, 2001.
- Subcampeón de la Liga Superior del Callao: 2015.
- Subcampeón de la Liga Distrital de Bellavista - La Perla: 2010.